# Бородин, Василий Иванович
Василий Иванович Бородин (1919, Ейск, Ейский отдел — 10 ноября 1943, Финский залив) — лётчик-истребитель, участник Великой Отечественной войны.

## Биография
Родился в Краснодарском крае в городе Ейск. Был призван на службу в армию в 1937 году. Служил в 1-й эскадрильи 13-го истребительного авиационного полка Краснознамённого Балтийского флота. Во времена Великой Отечественной войны был командиром 61-й истребительной авиационной бригады. При выполнении боевого задания 10 ноября 1943 года, сопровождая штурмовики на истребителе Як-7Б, уничтожил тараном вражеский истребитель FIAT-50. У маяка Шепелев погиб при таране. Награждён орденом Красного Знамени посмертно, его именем назван истребитель воспитанника Михаила Соловьёва.